# شوانگ‌یاشان
شوانگ‌یاشان به چینی: 双鸭山市) یک شهر در سطح ولایت در جمهوری خلق چین است که در استان هئی‌لونگ‌جیانگ واقع شده‌است.
منطقهٔ شهری اصلی شوانگ‌یاشان(منطقه جیان‌شان) در فاصله‌ای حدود ۴۰۰ کیلومتری شرق مرکز استان، شهر هاربین، و ۷۵ کیلومتری شرق شهر جیاموسی قرار گرفته است. شهر شوانگ‌یاشان از طریق آزادراه ملی G1011، به این دو شهر در غرب متصل است. این آزادراه در شرق نیز، شوانگ‌یاشان را به گذرگاه‌های مرزی با روسیه و شهر فویوان (تابع جیاموسی) متصل است.
در سال ۲۰۲۱ میلادی خط قطار سریع‌السیر متصل کننده جیاموسی به مودان‌جیانگ، با مسیری که از شهر شوانگ‌یاشان نیز عبور می‌کند و با ایستگاهی در این شهر، افتتاح شد.

## خصوصیات
شوانگ‌یاشان ۲۲٬۰۵۱٫۱۳ کیلومترمربع مساحت و ۱٬۲۰۸٬۸۰۳ نفر جمعیت دارد.

## وجه تسمیه
نام این شهر، «شوانگ‌یاشان» (双鸭山)، از سه بخش تشکیل شده است. این کلمهٔ سه بخشی به معنای «کوه‌های دو-اردک» بوده و اشاره به دو قله کوه در حوالی این شهر دارد. بخش اول نام این شهر، «شوانگ» (双)، به معنی دو-دانه یا جفت می‌باشد. بخش دوم، «یا» (鸭)، کوتاه شدهٔ واژه چینی «یازی» (鸭子) به معنای اردک است. بخش سوم، «شان» (山)، به معنی کوه می‌باشد. 

## خواهرخوانده
شهر ماگادان خواهرخواندهٔ شوانگ‌یاشان هست.

## مناطق و شهرستان‌ها
|                 |           |              |            |                      |             |  |  |  |  |  |
| نام             | حروف چینی | پین‌یین       | جمعیت-۱۳۹۹ | مساحت (کیلومتر مربع) | تراکم جمعیت |  |  |  |  |  |
| منطقه باوشان    | 宝山区    | Bǎoshān Qū   | ۷۲٬۴۷۵     | ۴۹۷٫۸۰               | ۱۴۵٫۵۹      |  |  |  |  |  |
| منطقه جیان‌شان   | 尖山区    | Jiānshān Qū  | ۲۶۲٬۳۵۶    | ۱۱۸٫۲۸               | ۲٬۲۱۸٫۱۲    |  |  |  |  |  |
| منطقه سی‌فانگ‌تای | 四方台区  | Sìfāngtái Qū | ۳۹٬۵۵۰     | ۱۹۶٫۳۱               | ۲۰۱٫۴۷      |  |  |  |  |  |
| منطقه لینگ‌دونگ  | 岭东区    | Lǐngdōng Qū  | ۲۷٬۴۹۸     | ۷۴۰٫۴۰               | ۳۷٫۱۴       |  |  |  |  |  |
| شهرستان باوچینگ | 宝清县    | Bǎoqīng Xiàn | ۳۳۱٬۳۷۷    | ۹٬۹۹۵٫۵۶             | ۳۳٫۱۵       |  |  |  |  |  |
| شهرستان جی‌شیان  | 集贤县    | Jíxián Xiàn  | ۲۴۳٬۹۴۵    | ۲٬۲۴۷٫۶۹             | ۱۰۸٫۵۳      |  |  |  |  |  |
| شهرستان راوهه   | 饶河县    | Ráohé Xiàn   | ۱۳۰٬۵۱۹    | ۶٬۵۹۸٫۱۸             | ۱۹٫۷۸       |  |  |  |  |  |
| شهرستان یوویی   | 友谊县    | Yǒuyì Xiàn   | ۱۰۱٬۰۸۰    | ۱٬۶۸۴٫۲۶             | ۶۰٫۰۱       |  |  |  |  |  |